# Stanislav Krassovitski
Stanislav (de son nom d'église Stefan) Iakovlevlitch Krassovitski (en russe : Станисла́в (Стефан) Я́ковлевич Красови́цкий, né le 1er décembre 1935, à Moscou et mort le 10 janvier 2025 dans l'oblast de Moscou,) est un poète, traducteur et clerc non canonique de l'Église orthodoxe russe en exil, soviétique puis russe.

## Biographie
Stanislav Krassovitski est diplômé du département d'anglais[Quoi ?] de l'Institut d'État des langues étrangères Maurice Thorez de Moscou (ru). Il participe au groupe Poètes de la mansarde. La seconde moitié des années 1950 est une période de création intense, avec le recueil manuscrit  «Лабардан-с!!», et d'autres vers. Au début des années 1960, il arrête la poésie et détruit tous ses écrits. Ses poèmes, cependant, sont connus par de nombreuses listes et conservés dans la mémoire de ses amis. Il travaille alors comme chercheur dans différents établissements universitaires.
Dans les années 1970 et 1980, il est rédacteur du journal de sazmidat orthodoxe Fordevind (Фордевинд). Il émigre en 1989, et rejoint l'Église orthodoxe russe en exil. Dans les années 1990 à New York, il est ordonné prêtre par le métropolite Vitaly Oustinov. Il officie en France dans le couvent de la sainte Vierge de Lesna (ru), à Chauvincourt-Provemont et en Angleterre, à Guildford.
Dans les années 1990, il revient en Russie. Il est vice-président d'un comité pour la renaissance morale de la patrie, dirigé par l'archiprêtre Aleksandr Chagrounov (ru). Il s'oppose ensuite à la réconciliation avec l'Église orthodoxe russe. Le 17 octobre 2000, le concile épiscopal de l'Église orthodoxe russe en exil lui retire son mandat de prêtre et condamne ses positions.
Dans les années 1990, il revient à la création poétique. Ces « autres » ou « nouveaux » poèmes, de son propre aveu, sont rédigés comme par un autre auteur. En 2001, pour la première fois après 40 ans d'interruption, il lit ses œuvres devant le club Avtornik (ru). Comme le remarque Mikhaïl Eisenberg (ru), l'éminent auteur de temps révolus a été invité pour cet événement unique par « de jeunes écrivains, de la dernière classe ».

## Ouvrages
- (ru) Избранное: [Новые] стихи [и переводы] [« [Nouveaux] poèmes [et traductions] »], Tver,‎ 2002, 56 p.
- (ru) Стихи [« Vers »], Moscou,‎ 2006, 160 p.
- (ru) Катастрофа в Раю (статьи, доклады, интервью) [« Catastrophe au Paradis (articles, rapports, interviews) »], Moscou, Русский Гулливер,‎ 2011, 132 p.[8]

## Films
En décembre 2015, le documentaire Stas («Стась»), de Maria Tourtchanova et Ielena Chaklina, consacré à l'archiprêtre Stanislav Krassovitski, a été présenté au festival Artdokfest.